# World Taekwondo Grand Prix
Il World Taekwondo Grand Prix  è una competizione internazionale di taekwondo organizzata dalla World Taekwondo che riunisce i migliori atleti a livello mondiale in una serie di tornei che culminano in una finale. Introdotta nel 2013, la serie è stata pensata per offrire un formato competitivo regolare tra i principali eventi olimpici e mondiali.

## Formato
La struttura tipica della Grand Prix Series prevede lo svolgimento di tre tappe preliminari, seguite da una Finale che riunisce i migliori classificati. Tuttavia, nel corso degli anni il formato ha subito alcune variazioni. La prima edizione del 2013 e quella del 2016, ad esempio, si sono svolte come eventi singoli. Nel 2018, il calendario è stato esteso con una quarta tappa prima della Finale

## Sedi
Il primo evento della Grand Prix si è svolto a Manchester, nel Regno Unito, città scelta per l'importanza e la popolarità del taekwondo nel Paese. Manchester è rimasta la località più frequentemente utilizzata per ospitare la serie, con sei eventi organizzati nel corso degli anni. Anche a livello nazionale, il Regno Unito è il Paese che ha ospitato il maggior numero di tappe (sette in totale).
| Year | GP 1      | GP 2    | GP 3       | GP 4       | GP Final          |
| ---- | --------- | ------- | ---------- | ---------- | ----------------- |
| 2013 |           |         |            |            | Manchester        |
| 2014 | Suzhou    | Astana  | Manchester |            | Querétaro         |
| 2015 | Mosca     | Samsun  | Manchester |            | Città del Messico |
| 2016 |           |         |            |            | Baku              |
| 2017 | Mosca     | Rabat   | Londra     |            | Abidjan           |
| 2018 | Roma      | Mosca   | Taoyuan    | Manchester | Fujairah          |
| 2019 | Roma      | Chiba   | Sofia      |            | Mosca             |
| 2022 | Roma      | Parigi  | Manchester |            | Riyadh            |
| 2023 | Roma      | Parigi  | Taiyuan    |            | Manchester        |
| 2025 | Charlotte | Bangkok | Muju       |            | TBD               |

## Medagliere
Aggiornato all'edizione 2023
| Posiz. | Nazione                     | Oro | Argento | Bronzo | Totale |
| ------ | --------------------------- | --- | ------- | ------ | ------ |
| 1      | Corea del Sud               | 53  | 41      | 52     | 146    |
| 2      | Cina                        | 28  | 14      | 28     | 70     |
| 3      | Russia                      | 25  | 17      | 24     | 66     |
| 4      | Regno Unito                 | 23  | 28      | 26     | 77     |
| 5      | Iran                        | 14  | 17      | 30     | 61     |
| 6      | Thailandia                  | 12  | 4       | 3      | 19     |
| 7      | Turchia                     | 11  | 11      | 31     | 53     |
| 8      | Costa d'Avorio              | 11  | 4       | 9      | 24     |
| 9      | Spagna                      | 10  | 18      | 23     | 51     |
| 10     | Francia                     | 8   | 9       | 17     | 34     |
| 11     | Giordania                   | 5   | 4       | 7      | 16     |
| 12     | Italia                      | 5   | 1       | 7      | 13     |
| 13     | Croazia                     | 4   | 8       | 19     | 31     |
| 14     | Uzbekistan                  | 4   | 5       | 14     | 23     |
| 15     | Serbia                      | 3   | 5       | 9      | 17     |
| 16     | Taipei cinese               | 3   | 4       | 9      | 16     |
| 17     | Tunisia                     | 3   | 4       | 3      | 10     |
| 18     | Stati Uniti                 | 3   | 3       | 16     | 22     |
| 19     | Brasile                     | 2   | 5       | 8      | 15     |
| 20     | Svezia                      | 2   | 3       | 3      | 8      |
| 21     | Azerbaigian                 | 2   | 1       | 7      | 10     |
| 22     | Germania                    | 2   | 1       | 5      | 8      |
| 23     | Polonia                     | 2   | 1       | 3      | 6      |
| 24     | Messico                     | 1   | 10      | 13     | 24     |
| 25     | Egitto                      | 1   | 6       | 7      | 14     |
| 26     | Belgio                      | 1   | 5       | 5      | 11     |
| 27     | Canada                      | 1   | 3       | 5      | 9      |
| 28     | Ungheria                    | 1   | 2       | 1      | 4      |
| 28     | Gabon                       | 1   | 1       | 2      | 4      |
| 28     | Paesi Bassi                 | 1   | 1       | 2      | 4      |
| 31     | Isola di Man                | 1   | 1       | 1      | 3      |
| 31     | Norvegia                    | 1   | 1       | 1      | 3      |
| 33     | Cuba                        | 1   | 1       | 0      | 2      |
| 33     | Kazakistan                  | 1   | 1       | 0      | 2      |
| 35     | Portogallo                  | 1   | 0       | 2      | 3      |
| –      | Atleti Individuali Neutrali | 1   | 0       | 1      | 2      |
| 36     | Moldavia                    | 0   | 3       | 1      | 4      |
| 37     | Marocco                     | 0   | 1       | 2      | 3      |
| 37     | Vietnam                     | 0   | 1       | 2      | 3      |
| 39     | Grecia                      | 0   | 1       | 1      | 2      |
| 39     | Slovenia                    | 0   | 1       | 1      | 2      |
| 41     | Porto Rico                  | 0   | 1       | 0      | 1      |
| 42     | Giappone                    | 0   | 0       | 6      | 6      |
| 43     | Argentina                   | 0   | 0       | 5      | 5      |
| 44     | Australia                   | 0   | 0       | 4      | 4      |
| 45     | Bielorussia                 | 0   | 0       | 3      | 3      |
| 45     | Macedonia del Nord          | 0   | 0       | 3      | 3      |
| 47     | Irlanda                     | 0   | 0       | 2      | 2      |
| 48     | Colombia                    | 0   | 0       | 1      | 1      |
| 48     | Rep. Ceca                   | 0   | 0       | 1      | 1      |
| 48     | Rep. Dominicana             | 0   | 0       | 1      | 1      |
| 48     | Lettonia                    | 0   | 0       | 1      | 1      |
| 48     | Mali                        | 0   | 0       | 1      | 1      |
| 48     | Niger                       | 0   | 0       | 1      | 1      |
| 48     | Nigeria                     | 0   | 0       | 1      | 1      |
| 48     | Panama                      | 0   | 0       | 1      | 1      |
| 48     | Ucraina                     | 0   | 0       | 1      | 1      |
| Totale | Totale                      | 248 | 248     | 432    | 928    |